# Trofeo Alfredo Binda - Comune di Cittiglio 2016
Il Trofeo Alfredo Binda - Comune di Cittiglio 2016, quarantunesima edizione della corsa, valido come terza prova della UCI Women's World Tour 2016, si svolse il 20 marzo 2016 su un percorso di 123,3 km, con partenza da Gavirate e arrivo a Cittiglio, in Italia. La vittoria fu appannaggio della britannica Elizabeth Armitstead, la quale completò il percorso in 3h11'10", precedendo la statunitense Megan Guarnier e la svizzera Jolanda Neff.
Sul traguardo di Cittiglio 81 cicliste, su 166 partite da Gavirate, portarono a termine la competizione.

## Squadre e corridori partecipanti
| N.    | Cod. | Squadra                         |
| ----- | ---- | ------------------------------- |
| 1-6   | DLT  | Boels-Dolmans Cycling Team      |
| 7-12  | WHT  | Wiggle-High5                    |
| 13-18 | RBW  | Rabo-Liv Women Cycling Team     |
| 19-24 | LPR  | Canyon-SRAM Racing              |
| 25-30 | CBT  | Cervélo-Bigla Pro Cycling Team  |
| 31-36 | OGE  | Orica-AIS                       |
| 37-42 | HPU  | Hitec Products                  |
| 43-48 | CPC  | Cylance Pro Cycling             |
| 49-54 | TIB  | Team Tibco-Silicon Valley Bank  |
| 55-60 | TLP  | Team Liv-Plantur                |
| 61-66 | UHC  | UnitedHealthcare Professional   |
| 67-72 | FUT  | Poitou-Charentes.Futuroscope.86 |
| 73-78 | BTC  | BTC City Ljubljana              |
| 79-84 | BPK  | BePink                          |

| N.      | Cod. | Squadra                          |
| ------- | ---- | -------------------------------- |
| 85-90   | ASA  | Astana Women's Team              |
| 91-96   | ALE  | ALÉ-Cipollini                    |
| 97-102  | LBL  | Lotto-Soudal Ladies              |
| 103-108 | PHV  | Parkhotel Valkenburg Continental |
| 109-114 | LZE  | Lensworld-Zannata                |
| 115-120 | VLL  | Topsport Vlaanderen-Etixx        |
| 121-126 | SEF  | Servetto-Footon                  |
| 127-132 | ISG  | Inpa-Bianchi                     |
| 133-138 | T16  | Twenty16-Ridebiker               |
| 139-144 | MIC  | SC Michela Fanini                |
| 145-150 | VAI  | Aromitalia-Vaiano                |
| 151-156 | TOG  | Top Girls Fassa Bortolo          |
| 157-162 | FRA  | Nazionale francese               |
| 163-168 | SUI  | Nazionale svizzera               |

## Ordine d'arrivo (Top 10)
| Pos. | Corridore            | Squadra         | Tempo    |
| ---- | -------------------- | --------------- | -------- |
| 1    | Elizabeth Armitstead | Boels-Dolmans   | 3h11'10" |
| 2    | Megan Guarnier       | Boels-Dolmans   | a 1"     |
| 3    | Jolanda Neff         | Servetto-Footon | a 4"     |
| 4    | Emma Johansson       | Wiggle-High5    | s.t.     |
| 5    | Alena Amjaljusik     | Canyon-SRAM     | s.t.     |
| 6    | Anna van der Breggen | Rabo-Liv        | s.t.     |
| 7    | Katarzyna Niewiadoma | Rabo-Liv        | a 11"    |
| 8    | Annemiek van Vleuten | Orica-AIS       | a 39"    |
| 9    | Lauren Kitchen       | Hitec Products  | a 1'06"  |
| 10   | Giorgia Bronzini     | Wiggle-High5    | s.t.     |